# Ильин, Александр Владимирович
Алекса́ндр Влади́мирович Ильи́н (род. 1973) — российский учёный в области кибернетики, доктор физико-математических наук (2009), профессор факультета вычислительной математики и кибернетики МГУ, член-корреспондент РАН (2011).

## Биография
Сын академика В. А. Ильина. Окончил среднюю школу № 37 г. Москвы (1989). В том же году поступил на факультет вычислительной математики и кибернетики МГУ, который окончил с отличием в 1994 году. В 1994—1997 годах обучался в аспирантуре факультета.
Кандидат физико-математических наук (1999), тема диссертации «Алгоритмы робастного обращения нелинейных динамических систем».
Доктор физико-математических наук (2009), тема диссертации «Робастное обращение динамических систем».
Член-корреспондент РАН (отделение математики, секция прикладной математики и информатики) (2011).
C 1997 года работает в Московском университете им. М. В. Ломоносова на кафедре нелинейных динамических систем и процессов управления факультета вычислительной математики и кибернетики МГУ:
- 1997—2000 — младший научный сотрудник;
- 2000—2004 — старший научный сотрудник;
- 2004—2011 — доцент;
- 2011 — по настоящее время — профессор.

Награды и премии:
- Лауреат премии МГУ для молодых учёных (1998),
- Лауреат премии РАН для молодых учёных (1999),
- Лауреат премии Европейской академии для молодых российских учёных (2002),
- Стипендии Ученого совета МГУ для молодых учёных и преподавателей (2002, 2003),
- Стипендия факультета ВМиК для молодых преподавателей и учёных (2004),
- Победитель конкурса на присуждение грантов поддержки талантливых студентов, аспирантов и молодых учёных МГУ (2007, 2007 и 2010).

## Научная деятельность
Основные научные работы относятся к теории управления, алгоритмам робастного управления, теории устойчивости. В частности, была разработана теория робастного обращения нелинейных динамических систем, позволяющая решать сложные задачи параметрического оценивания, идентификации и робастного управления сложными динамическими системами в режиме on-line, получены достаточные условия существования общей функции Ляпунова для семейства динамических систем. А. В. Ильин автор более 80 научных работ (85 статей, 4 книги, 13 докладов на научных конференциях, 22 научно-исследовательские работы).